# Novi Lazi (Brod Moravice)
 Novi Lazi  falu Horvátországban, a Tengermellék-Hegyvidék megyében. Közigazgatásilag Brod Moravicéhez tartozik.

## Fekvése
Fiumétól 43 km-re északkeletre, községközpontjától 2 km-re délnyugatra, a Dobra jobb partján, a Zágráb-Fiume vasútvonal és a 3-as számú főút közelében, a horvát Hegyvidék (Gorski kotar) területén fekszik.

## Története
A településnek 1857-ben 54, 1910-ben 30 lakosa volt. Trianonig Modrus-Fiume vármegye Delnicei járásához tartozott.
2011-ben 8 lakosa volt.

## Lakosság
| Lakosság változása | Lakosság változása | Lakosság változása | Lakosság változása | Lakosság változása | Lakosság változása | Lakosság változása | Lakosság változása | Lakosság változása | Lakosság változása | Lakosság változása | Lakosság változása | Lakosság változása | Lakosság változása | Lakosság változása | Lakosság változása |
| ------------------ | ------------------ | ------------------ | ------------------ | ------------------ | ------------------ | ------------------ | ------------------ | ------------------ | ------------------ | ------------------ | ------------------ | ------------------ | ------------------ | ------------------ | ------------------ |
| 1857               | 1869               | 1880               | 1890               | 1900               | 1910               | 1921               | 1931               | 1948               | 1953               | 1961               | 1971               | 1981               | 1991               | 2001               | 2011               |
| 54                 | 46                 | 36                 | 33                 | 30                 | 30                 | 34                 | 44                 | 33                 | 38                 | 30                 | 22                 | 17                 | 15                 | 9                  | 8                  |